# Николя, Арман
Арман Николя (фр. Armand Nicolas; 28 января 1925 — 26 января 2022) — деятель рабочего движения и историк Мартиники.

## Биография
Родился 28 января 1925 г. в Ницце Франция в семье уроженца Мартиники, который был преподавателем лицея и рано умер. Учился в лицее города Фор-де-Франс (Мартиника) и познакомился с представителями передовой интеллигенции, в том числе с марксистами; среди его учителей был Эме Сезер. Хотя в 1942 году А. Николя получил стипендию для продолжения учёбы в университете Монпелье, он не мог поехать во Францию из-за войны. После того, как Мартиника присоединилась к Свободной Франции в 1943 году, он благодаря Сезеру стал редактором официальной информационной службы, которую только что создал новый губернатор Понтон.
В 1944 году студент Рабатского университета А. Николя был направлен в авиационные части французской армии в Марокко, где прослужил до конца Второй мировой войны. С 1945 года учился на филологическом факультете в Сорбонне, затем до 1951 года на историческом факультете Парижского университета. В студенческие годы был основателем и председателем Ассоциации студентов Мартиники во Франции, был членом комитета по связям студентов колониальных стран в метрополии, руководил газетой «Студенты-антиколониалисты» (Étudiants anticolonialistes), основанной совместно с четырьмя другими студенческими ассоциациями, близкими к коммунистам. В 1947 вступил во Французскую коммунистическую партию (ФКП).
В 1951 году вернулся на Мартинику, был назначен преподавателем истории в лицее в г. Фор-де-Франс и активно включился в борьбу коммунистической организации острова (Мартиникской федерации ФКП). В 1953 году его назначают членом Бюро мартиникской федерации ФКП и главным редактором своего центрального печатного органа — газеты «Жюстис» (Justice, «Справедливость»), в котором он сменил Рене Мениля. Также он был выбран в муниципальный совет города Фор-де-Франс и назначен заместителем мэра. Во время разгоравшегося с 1956 года конфликта между Коммунистической партией и вышедшим из неё Эме Сезером он остался на стороне первой.
21 сентября 1957 г. 12-я Федеральная конференция приняла решение об образовании Мартиникской коммунистической партии (МКП) с Камилем Сильвестром в качестве генерального секретаря, и А. Николя был избран членом Политбюро и секретарём ЦК МКП. Николя был одним из инициаторов выработки новой стратегии борьбы за национальное и социальное освобождение Мартиники. Начиная со 2 съезда МКП в июле 1960 г. они выдвинули лозунг предоставления острову автономии (позже народной демократической автономии), рассматривая её как этап на пути к независимости от Франции. После этого и декабрьских бунтов 1959 года он подвергся преследованиям французских колониальных властей, а газету «Жюстис» закрывают.
В 1961 году Николя отстранён от преподавания, его приговаривают к штрафу в полтора миллиона франков, одному году тюремного заключения условно и пожизненному лишению всех гражданских прав (эти санкции отменили 15 лет спустя, и он смог возобновить свою преподавательскую деятельность только в 1975 году). В 1963, после смерти К. Сильвестра, А. Николя избран генеральным секретарём МКП и оставался им до 1992 года, наблюдая за этот период рост других сепаратистских и автономистских левых сил, конкурировавших с МКП в политическом ландшафте Мартиники.
Одновременно он был первым председателем комиссии по образованию и профессиональной подготовке Мартиники и был основателем лицея в Ривьер-Сале. Он неоднократно бывал в СССР, возглавляя делегации МКП на съездах КПСС, на праздновании юбилейных годовщин Великой Октябрьской социалистической революции и образования СССР. Умер 26 января 2022 года.
Его долголетие позволило ему удовлетворить свою страсть к истории. В частности, он опубликовал историю Мартиники в трёх томах и многочисленные меньшие исторические исследования. В центр мартиникской идентичности он поместил дату 22 мая 1848 года как символ освобождения, полученного после антирабовладельческого восстания.